# Perrot Duval
Die Perrot Duval Holding SA mit Sitz in Genf ist eine Schweizer Beteiligungsgesellschaft mit Schwerpunkt auf ausgewählte Sektoren der Automatisierungstechnologie. Das Unternehmen ist zum einen über ihre 1989 gegründete Tochtergesellschaft Füll Process AG in der Verfahrensautomatisierung, die bei der Herstellung von chemischen und pharmazeutischen Produkten eingesetzt wird, tätig. Zum anderen ist Perrot Duval über die von ihr 1941 gegründete Infranor-Gruppe auf die Automatisierung von Bewegungen, die von industriellen Maschinen oder autonomen Anlagen und Geräten wie medizinischen, simulationstechnischen oder Kommunikations-Geräten ausgeführt werden, spezialisiert.
Die Unternehmensgruppe beschäftigt insgesamt 332 Mitarbeiter und erwirtschaftete im Geschäftsjahr 2007/2008 einen konsolidierten Umsatz von 84 Millionen Schweizer Franken. Die Perrot Duval Holding ist an der Schweizer Börse SWX Swiss Exchange kotiert, ihre Wurzeln gehen auf die Anfangszeiten der Automobilindustrie Ende des 19. Jahrhunderts zurück.

## Geschichte
Das Unternehmen wurde 1896, als die ersten Automobile in der Schweiz aufkamen, durch Gaston Perrot gegründet. Dieser erhielt damals die Michelin-Vertretung sowie die Vertretung der Benz-Fahrzeuge und fasste die in Genf tätigen Vertreter der Automobilfirmen, unter anderem Daimler, Peugeot und Audibert-Lavirotte, in der «Société Générale des Voitures Automobiles» zusammen. Ein Jahr später schloss sich Gaston Perrot mit Maurice Duval zusammen und wandelte die Firma in «Perrot Duval & Cie» um.
1905 wurde das Unternehmen in eine Aktiengesellschaft umgewandelt und an der Börse kotiert. Die Gesellschaft besass zu diesem Zeitpunkt vollständig oder teilweise fünf Automobilgaragen in Genf, Chamonix, Monte Carlo sowie Paris und hielt Minderheitsbeteiligungen an verschiedenen Gesellschaften. Sie vertrat bis 1920 die Hersteller Rochet-Schneider in Lyon, Martini, Westinghouse, De Dion-Bouton, Minerva, Panhard & Levassor, Vermorel, Berna, Studebaker, Delahaye, Overland, Lancia und Citroën. Perrot Duval nahm 1905 an der ersten «Exposition Nationale de l’Automobile et du Cycle», heute bekannt als Genfer Auto-Salon, teil.
Neben ihrer Aktivität als Vertreter betrieb Perrot Duval auch eine eigene Werkstatt für die Konstruktion von Autos und Fahrrädern. Dazu montierte das Unternehmen auch Motoren für eine Serie von Cruisern der Schiffswerft von Corsier und produzierte Kupplungen für Motorboote. Perrot Duval wirkte zudem auch an der Gründung der Firma Motosacoche durch die Brüder Henri und Armand Dufaux mit.
1927 modernisierte das Unternehmen seine Garagen und erwarb Beteiligungen an Garagen in anderen Städten der Westschweiz. Neu übernahm Perrot Duval die Vertretung der Marke Brasier und Mathis sowie später auch von Rolls-Royce und Bentley. 
Die 1934 in eine Holding umgewandelte Perrot Duval begann Ende der 1930er Jahre ihre Aktivitäten über ihr Kerngebiet als Spezialist der Automobilbranche hinaus auf den Bereich der Autoscheinwerfer sowie der Strassenbeleuchtung auszuweiten. Hierfür schloss das Unternehmen einen Lizenzvertrag ab und entwickelte Beleuchtungsprodukte, die unter der 1940 von Perrot Duval eingetragenen Marke «Infranor» vertrieben wurden. Infranor wurde in der Folge zum Geschäftsbereich «Beleuchtung» ausgebaut und konnte später eine ganze Reihe international bedeutender und prestigeträchtiger Aufträge im Bereich der Scheinwerferbeleuchtung für Baudenkmäler und Schlösser ausführen. 1943 gründete Perrot Duval in Bern die Bellevue-Garage AG (heute Belwag AG), an der sie noch heute eine Minderheitsbeteiligung hält.

## Neuausrichtung
Während Perrot Duval seine mechanischen Kapazitäten im Ersten Weltkrieg für die Herstellung von Kriegsgerät anpassen und ausbauen konnte, stellten der Zweite Weltkrieg und die Nachkriegsjahre eine schwierige Zeit dar. 1944 verkaufte Gaston Perrot, der 1949 starb, seine Mehrheitsbeteiligung an Perrot Duval an eine neue Gruppe. Um den Fortbestand des Unternehmens zu sichern, musste diese mehrere Schlüsselaktivitäten der Gesellschaft veräussern oder neue Partner finden. 1951 wechselte Perrot Duval erneut Besitzer. Diesem gelang es, die Vertretung von Daimler-Benz in Genf zu bekommen. Gleichzeitig wurde ein neuer Teilhaber gesucht, der das Unternehmen als Generaldirektor neu ausrichten konnte. 
Diese Person wurde 1954 in Maurice Eichenberger gefunden. Eichenberger stammte aus einer alten Industriellenfamilie und stellte in der Folge die zweite wichtige Person in der Geschichte von Perrot Duval dar. Unter seiner Leitung wurde die Abteilung «Beleuchtung» industrialisiert und internationalisiert. Zudem wurde ab 1959 mit dem Einstieg im Bereich der Elektronik eine neue Geschäftsaktivität erschlossen sowie der Automobilbereich wieder in die Gewinnzone gebracht. 
1970 wurde der Automobilbereich zugunsten der Aktivitäten im Elektronikbereich aufgegeben. Diese bildeten als Sparte «Industrielle Automatisierung» immer mehr das neue Kerngeschäft von Perrot Duval bzw. von Infranor. Schliesslich wurde 1972 auch der Geschäftsbereich «Beleuchtung» aufgegeben und an ein auf die Aussenbeleuchtung spezialisiertes amerikanisches Unternehmen veräussert. 
In der Folge wurde der Bereich «Industrielle Automatisierung» durch verschiedene Zukäufe weiter ausgebaut und unter dem Dach der 1987 an die Börse gebrachte Unterholding «Infranor Inter AG» zusammengefasst. 1992 übergab Maurice Eichenberger die Unternehmensleitung an Nicolas Eichenberger ab. Im gleichen Jahr wurde nach rund zweijähriger Vorbereitung ein zweiter Geschäftsbereich auf dem Gebiet der Verfahrensautomatisierung geschaffen und hierfür eine weitere Unterholding gegründet. Perrot Duvall ihrerseits dient heute als Beteiligungsholding für die von ihr kontrollierten Geschäftsbereiche.